# Gagea albertii
Gagea albertii är en liljeväxtart som beskrevs av Eduard August von Regel. Gagea albertii ingår i Vårlökssläktet och i familjen liljeväxter. Inga underarter finns listade.